# Katarina Norén
Katarina Norén, född 1963, är en svensk ämbetsman som 1 juli 2017 – 30 juni 2023 var generaldirektör för Sjöfartsverket. Dessförinnan var hon chef för den centrala funktionen Inköp och logistik inom Trafikverket, där hon ingick i myndighetens ledningsgrupp.

## Utbildning
Åren 1984–1987 studerade Norén vid Uppsala universitet där hon utexaminerades med en fil. kand i företagsekonomi. År 2009 genomgick hon chefsutvecklings- och mentorprogrammet Ruter Dam.

## Karriär
Efter sin examen arbetade hon från augusti 1987 till maj 1992 som revisor vid KPMG. Under tiden januari 2001 till juni 2003 var hon anställd vid Vägverkets ekonomiavdelning. Efter en tid som regional planeringschef vid Vägverket från juni 2005 till december 2006 övergick hon från januari 2007 till en befattning som chef för strategi- och marknadsfrågor vid Banverket, en tjänst hon hade till mars 2010 innan hon fick en tjänst som direktör vid Trafikverket. I november 2012 blev Norén inköpsdirektör vid Trafikverket, innan hon utnämndes till generaldirektör.